# Papuasvalstare
Papuasvalstare (Artamus maximus) är en fågel i familjen svalstarar inom ordningen tättingar, förekommande i bergstrakter på Nya Guinea.

## Utseende
Med en kroppslängd på 20 centimeter är papuasvalstaren störst bland svalstararna i Artamus. I utseendet liknar den mycket den vida spridda arten vitbröstad svalstare (Artamus leucorynchus), men har mörkare svart ovansida och nedanför strupen syns en halvt oval svart fläck.

## Utbredning och levnadsmiljö
Papuasvalstaren förekommer i tropiska fuktiga bergsskogar upp till 3000 meters höjd, vanligast mellan 1000 och 2500 meter i öppningar bland döda träd, framför där de sticker upp ovanför regnskogens trädkronor. Även om arten har ansetts vanlig ända sedan den blev känd av västerländska upptäcktsresande på 1800-talet har den anpassat sig väl till människans omvandling av skogslandskapet och är idag särskilt vanlig nära bergsstäder som Mount Hagen och Goroka.

## Beteende
Liksom sina mindre släktingar livnär sig papuasvalstaren av stora flygande insekter som den fångar i flykten. Fågeln är mycket social och ses i flockar med upp till 20 fåglar som rör sig nomadiskt över bergsskogarna. Den betraktas generellt som världens minsta fågel som använder termik för att förflytta sig stora avstånd. Ibland ses de sitta mycket tätt tillsammans i upp till tio minuter och putsa sig tillsammans. Fågeln häckar vanligtvis mellan augusti och december och bygger ett typiskt svalstarebo: en plattform av gräs eller kvistar som placeras i ett trädhål eller stubbe, dock högre upp än andra arter. Papuasvalstaren häckar kooperativt så att de flesta unga adulta fåglarna stannar hos sina föräldrar några år för att hjälpa till med att föda upp ungar.

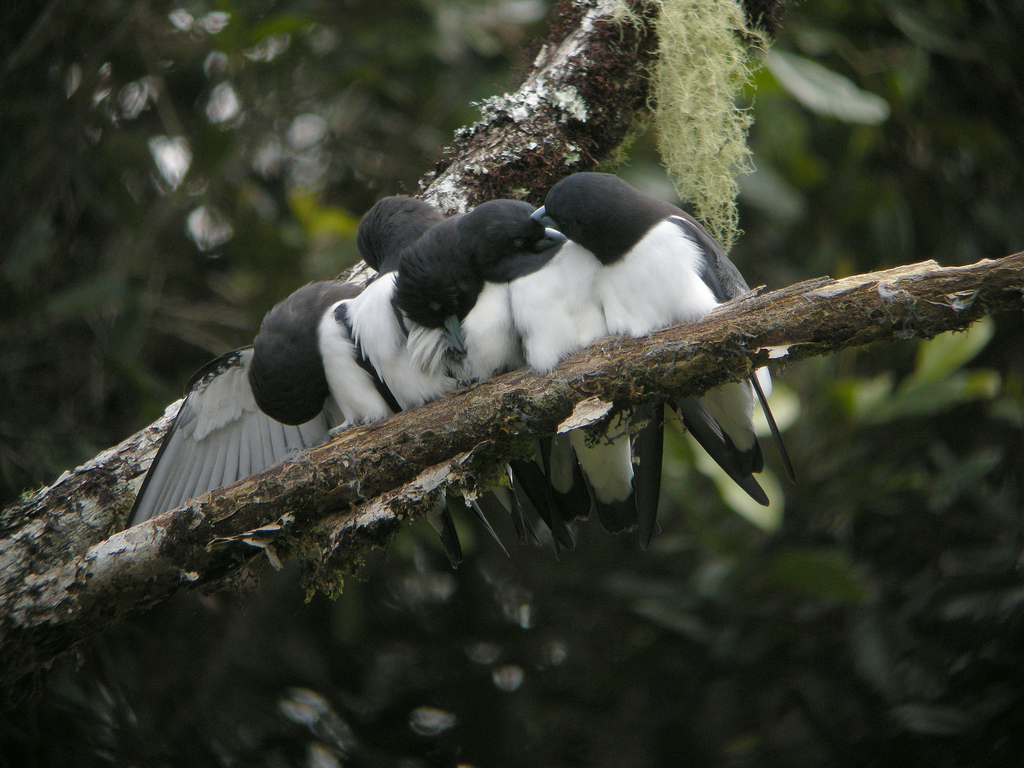
Papuasvalstarar som putsar sig och varandra.

## Status och hot
Artens population har inte uppskattats och dess populationstrend är okänd, men utbredningsområdet är relativt stort. Internationella naturvårdsunionen IUCN anser inte att den är hotad och placerar den därför i kategorin livskraftig. Den beskrivs som fåtalig eller ganska vanlig.

## Namn
På svenska har fågeln även kallats papuansk svalstare och större svalstare.